# Yeezus
Yeezus é o sexto álbum de estúdio a solo do rapper norte-americano Kanye West, lançado a 18 de Junho de 2013 através da editora discográfica Roc-A-Fella Records, com distribuição pela Def Jam Recordings. As sessões de gravação iniciaram-se em Paris durante o ano de 2012, com West a enumerar vários artistas e colaboradores próximos de trabalho e de produção.
Musicalmente, Yeezus possui uma sonoridade obscura e experimental, combinando elementos estilísticos de dancehall, acid house e música industrial. A promoção inicial do disco inclui várias projecções a nível mundial das músicas incluídas no alinhamento e actuações ao vivo em programas de televisão.

## Antecedentes

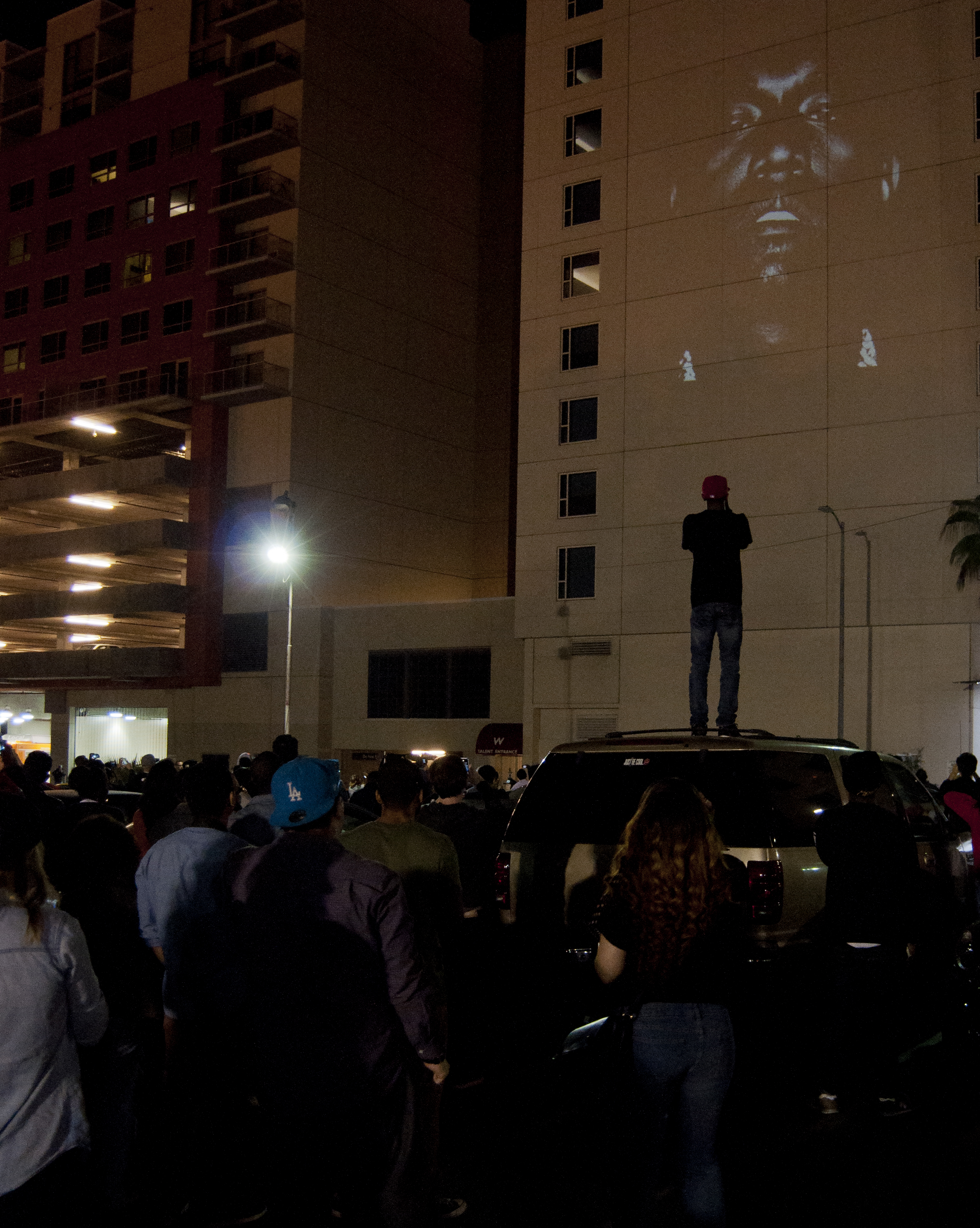
Projecção de "New Slaves" no hotel W, em Los Angeles, na Califórnia.

Em Julho de 2012, o produtor No I.D. revelou que estava a trabalhar com o rapper para o seu sexto álbum de estúdio a solo e afirmou que seria editado após Cruel Summer, uma colectânea em colaboração entre os membros da editora GOOD Music. Em Fevereiro de 2013, após um concerto em Paris, Kanye revelou que estava a trabalhar num disco de originais e que "estaria de volta num espaço de alguns meses". Mais tarde, foi revelado que o músico teria-se mudado para a cidade francesa para trabalhar no projecto, em conjunto com colaboradores habituais como The-Dream e Malik Yusef. Thomas Bangalter do duo Daft Punk, que produziu duas das canções, avaliou o processo como sendo "muito cru". S1, The Heatmakerz, Skrillex, Young Chop, Chief Keef, Frank Ocean, Odd Future, Travis Scott, Arca, King L, John Legend, James Blake, RZA, Mase e Pusha T foram alguns dos outros nomes que foram referidos como presença assídua no plano de trabalho de West. Posteriormente, o locutor Peter Rosenberg da estação de rádio Hot 97 revelou que os directores da Def Jam Recordings tinham ouvido o produto final, e descreveram-no como "obscuro".

## Promoção e lançamento
A 1 de Maio de 2013, West recorreu à sua conta oficial no Twitter para colocar a mensagem "Junho Dezoito", fazendo com que os média especulassem que poderia ser uma referência à data de lançamento do próximo disco do artista. No dia 17 do mesmo mês, Kanye iniciou a promoção ao revelar uma música nunca antes lançada intitulada "New Slaves" através de projecções de vídeo em sessenta e seis locais variados. No dia seguinte, o cantor fez uma participação no programa Saturday Night Live e interpretou ao vivo o tema, e ainda, "Black Skinhead". Mais tarde, foi revelado na sua página oficial o título do álbum e a respectiva capa. A loja digital iTunes disponibilizou Yeezus para pré-compra a 20 de Maio, listando catorze faixas sem título; contudo, foi removido de seguida. Ainda durante o mês, Jean Touitou, fundador da marca francesa A.P.C., revelou que iria existir uma campanha promocional para a edição do disco. Num comercial para esse efeito, era possível ler-se "sem pré-compras, compre por favor".

## Alinhamento de faixas
Numa festa de divulgação do trabalho, West revelou que Yeezus iria conter dez faixas. O alinhamento final foi revelado pela loja francesa da Amazon.com a 12 de Junho de 2013.
| N.º            | Título                 | Compositor(es) | Produtor(es) | Duração |  |
| 1.             | "On Sight"             | Kanye West, Guy-Manuel de Homem-Christo, Thomas Bangalter, Malik Jones, Che Smith, Elon Rutberg, Cydel Young, Derrick Watkins, Mike Dean, Keith Carter, Sr.                     | Daft Punk, Dean[a], Benji B[a]                                                                                          | 2:36    |  |
| 2.             | "Black Skinhead"       | West, de Homem-Christo, Bangalter, Jones, Young, Rutberg, Wasalu Jaco, Sakiya Sandifer, Dean, Watkins                                                                           | West, Daft Punk, Gesaffelstein[a], Brodinski[a], Dean[a], Lupe Fiasco[a], No ID[a], Jack Donoghue[a], Noah Goldstein[a] | 3:08    |  |
| 3.             | "I Am a God" (com God) | West, de Homem-Christo, Bangalter, Clifton Bailey, Harvel Hart, Anand Bakshi, Rahul Burman, Ross Birchard, Justin Vernon, Jones, Smith, Rutberg, Young, Dean, Watkins           | West, Dean, Daft Punk, Hudson Mohawke[b]                                                                                | 3:51    |  |
| 4.             | "New Slaves"           | West, Christopher Breaux, Young, Gabor Presser, Anna Adamis, Ben Bronfman, Jones, Smith, Rutberg, Sandifer, Louis Johnson, Dean                                                 | West, Bronfman[b], Dean[a], Travis Scott[a], Goldstein[a], Sham Joseph[a], Che Pope[a]                                  | 4:16    |  |
| 5.             | "Hold My Liquor"       | West, Dean, Vernon, Keith Cozart, Rutberg, Smith, Jones, Alejandro Ghersi, Young, Watkins                                                                                       | Dean, West, Arca[a], Goldstein[a]                                                                                       | 5:26    |  |
| 6.             | "I'm in It"            | West, Vernon, Andre Harris, Jill Scott, Vidal Davis, Carvin Haggins, Kenny Lattimore, Jeffrey Campbell, Josh Leary, Jones, Young, Sandifer, Rutberg, Dean                       | West, Evian Christ[b], Dom Solo[b], Goldstein[a], Arca[a], Dean[a]                                                      | 3:54    |  |
| 7.             | "Blood on the Leaves"  | West, Birchard, Lewis Allen, Rutberg, Jones, Tony Williams, Young, Dean | West, Hudson Mohawke, Lunice, Carlos Broady[b], 88-Keys[a], Arca[a], Dean[a]                                            | 6:00    |  |
| 8.             | "Guilt Trip"           | West, Scott Mescudi, Keith Elam, Kevin Hansford, Dupre Kelly, Chris Martin, Alterik Wardrick, Marlon Williams, Terrence Thornton, Tyree Pittman, Young, Dean, Larry Griffin Jr. | West, Dean, S1, Travis Scott[a], Ackee Juice Rockers[a]                                                                 | 4:03    |  |
| 9.             | "Send It Up"           | West, de Homem-Christo, Bangalter, Michael Levy, Moses Davis, Colin York, Lowell Dunbar, Johnson, Ghersi, Sandifer, Ab-Liva, Rutberg, Dean                                      | West, Daft Punk, Gesaffelstein[b], Brodinski[b], Arca[a], Dean[a]                                                       | 2:58    |  |
| 10.            | "Bound 2"              | West, John Stephens, Charlie Wilson, Rutberg, Norman Whiteside, Bobby Massey, Robert Dukes, Che Pope, Young, Jones, Sandifer, Dean, Ronnie Self                                 | West, Pope[b], Eric Danchild[a], Goldstein[a], No ID[a], Dean[a]                                                        | 3:49    |  |
| Duração total: | Duração total:         | Duração total: | Duração total: | 40:01   |  |

Notas
- ↑a  denota um produtor adicional
- ↑b  denota um co-produtor

Demonstrações
- "On Sight" contém repetições de porções de "He'll Give Us What We Really Need" por Holy Name de Mary Choral Family.[19]
- "New Slaves" contém interpolações de "Gyöngyhajú lány" por Omega.[20]
- "Blood on the Leaves" contém interpolações de "Strange Fruit" por Billie Holiday e de "R U Ready" por TNGHT.[21][22]
- "Guilt Trip" contém interpolações de "Blocka" por Pusha T com a participação de Travis Scott e Popcaan.[17]
- "Bound 2" contém interpolações de "Bound" por Ponderosa Twins Plus One e de "Sweet Nothin's" por Brenda Lee.[23]

## Desempenho nas tabelas musicais

### Posições
| Tabela musical (2013)             | Melhor posição |
| --------------------------------- | -------------- |
| Austrália - ARIA Albums Chart     | 1              |
| Áustria - Austrian Albums Chart   | 22             |
| Escócia - Scottish Albums Chart   | 4              |
| Estados Unidos - Billboard 200    | 1              |
| Irlanda - IRMA                    | 4              |
| Nova Zelândia - RIANZ             | 1              |
| Países Baixos - Album Top 100     | 16             |
| Reino Unido - UK Albums Chart     | 1              |
| Reino Unido - UK R&B Albums Chart | 1              |
| Suíça - Schweizer Hitparade       | 6              |